# Epinephelus drummondhayi
Epinephelus drummondhayi är en fiskart som beskrevs av Goode och Bean, 1878. Epinephelus drummondhayi ingår i släktet Epinephelus och familjen havsabborrfiskar. IUCN kategoriserar arten globalt som akut hotad. Inga underarter finns listade i Catalogue of Life.